# ルイーズ・コックス
ルイーズ・コックス（Louise Howland King Cox、1865年6月23日 - 1945年12月11日）はアメリカ合衆国の画家である。画家のケニオン・コックスと結婚した。子供を描いた人物画を得意とし、1900年のパリ万国博覧会の展覧会などで多くの賞を得た。

## 略歴
サンフランシスコで生まれた。1870年までに、家族とニューヨークに移ったが、両親は離婚の裁判で争った。1880年にニュージャージー州のモリス郡の学校に通った。
叔母から援助を受けて、1881年にニューヨークのナショナル・アカデミー・オブ・デザインに入学し、フランスでジャン＝レオン・ジェロームに学んだウィルマース（Lemuel Wilmarth）に学んだ。コックスの自伝によれば、ウィルマースの教える絵画は堅苦しく感じられ、2年でアカデミーを止め、アート・スチューデンツ・リーグ・オブ・ニューヨークに移った。アート・スチューデンツ・リーグではトマス・デューイングに学び、開校間もないアート・スチューデンツ・リーグは、伝統的な教育方法から離れ、学生による運営がなされ、一部の授業は学生だけで行われていた。1882年にヨーロッパ留学から帰国し、1885年からアート・スチューデンツ・リーグの女性クラスで教えていたケニオン・コックスの指導も受けた。ケニオン・コックスと、1892年に結婚した。アート・スチューデンツ・リーグで学んだ講師にはジュリアン・オールデン・ウィアーやジョージ・デ・フォレスト・ブラッシュ、チャールズ・ヤードリー・ターナーもいた。
1887年にナショナル・アカデミー・オブ・デザインの展覧会に出展した作品が評判になり、1889年のパリ万国博覧会の展覧会、1893年のシカゴ万国博覧会の展覧会に出展した。1893年にアメリカ芸術家協会(Society of American Artists)の定期展覧会に出展し、会員に選ばれた。1896年と1904年に若手芸術家の作品に贈られるハルガルテン賞(Julius Hallgarten Prize)に入賞した。
1896年からコックス一家はニューハンプシャー州のコーニッシュで夏を過ごすようになり、コーニッシュは多くの芸術家の集まる場所になっていて、ルイーズ・コックスは自分の子供や地元の子供たちを描いた。1902年に　ナショナル・アカデミー・オブ・デザインの準会員に選ばれた。

## 作品

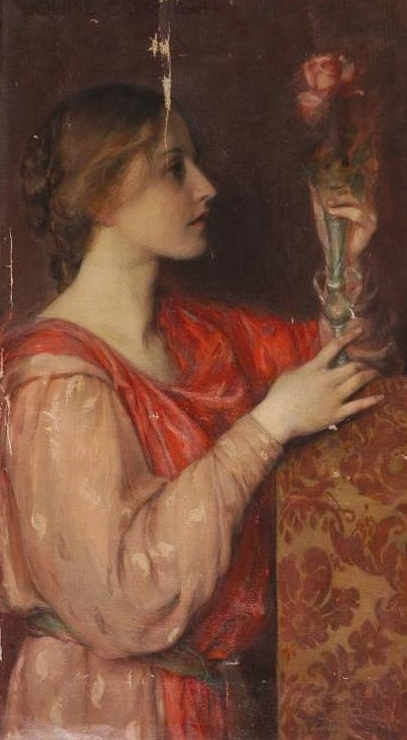
The Rose, (1898)
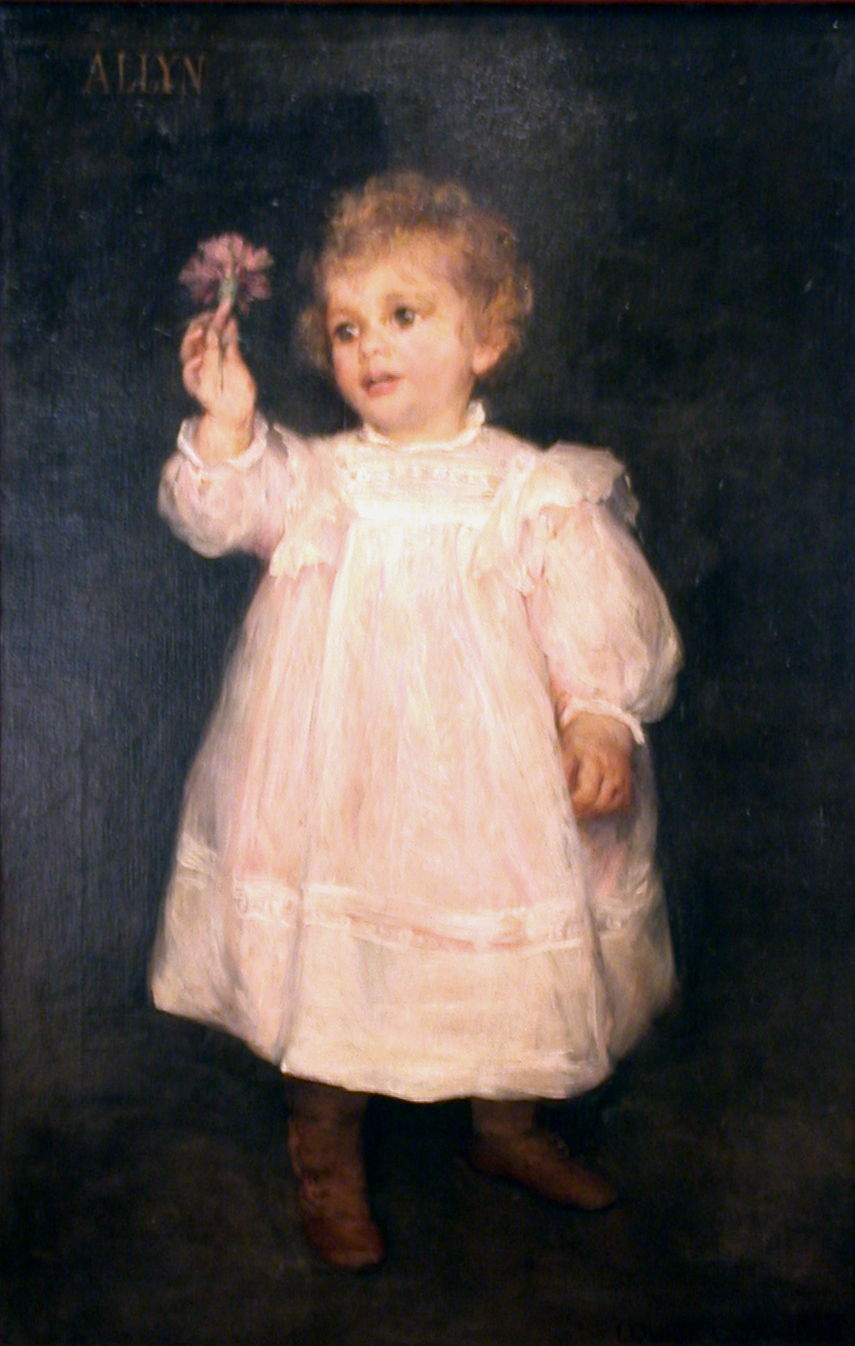
娘の肖像(1899)
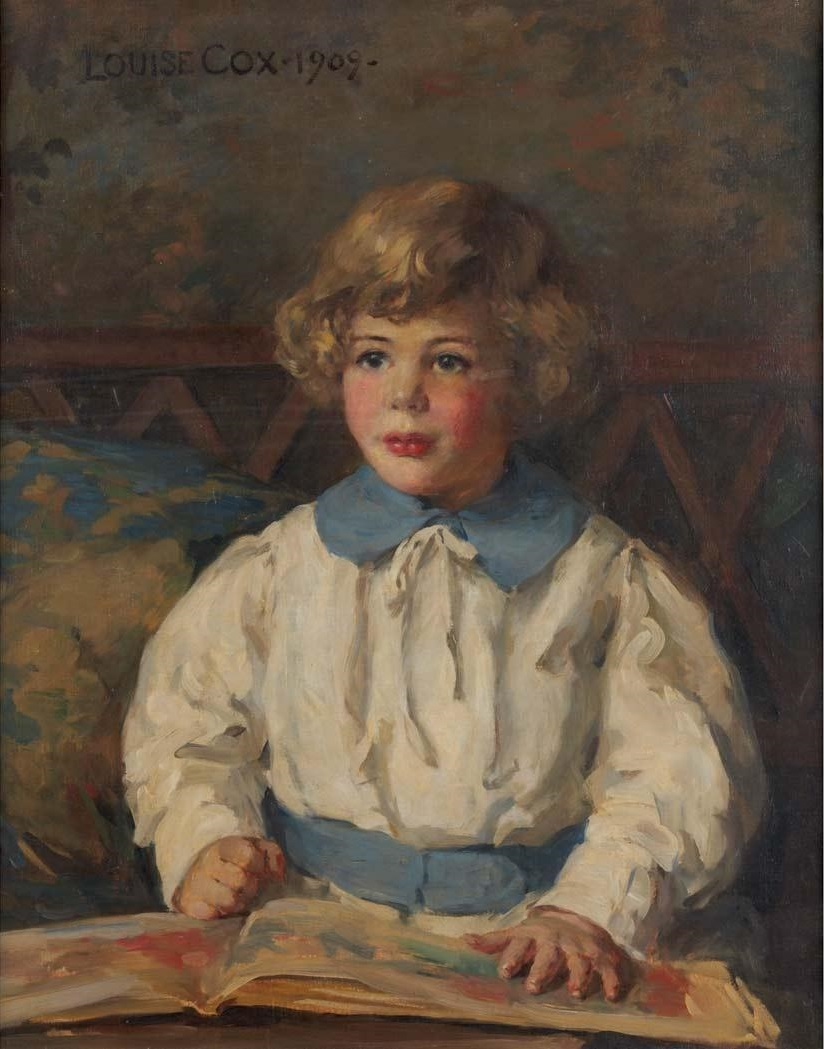
(1902)
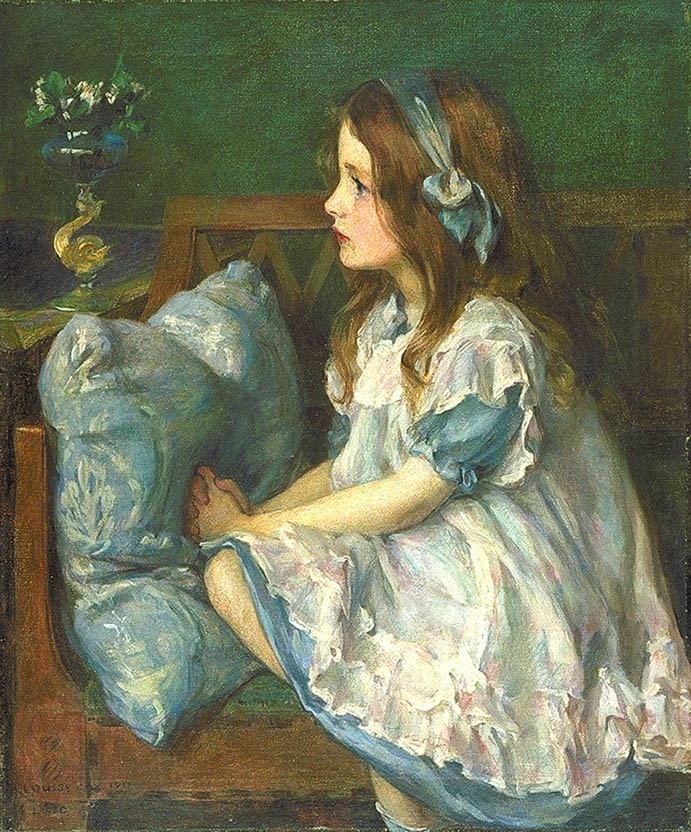
May Flowers, (1911)